# 喙蝶亞科
喙蝶亞科（學名：Libytheinae）是蛺蝶科中的一個亞科，曾獨立分類為喙蝶科（Libytheidae）。在台灣又名天狗蝶或長鬚蝶，由於牠們有又厚又長的唇鬚伸出在頭的前方，非常顯著，彷如鳥類的喙般，故取此名。其下共有兩個屬10個種，6種屬喙蝶屬，另外4種則屬美喙蝶屬。中型蝴蝶，翅膀以啡色或土黃色為主。飛行迅速。壽命長。雄蝶前足退化，沒有步行能力；雌蝶正常。